# 奥布河畔巴尔区
奥布河畔巴尔区（法語：Arrondissement de Bar-sur-Aube）是法国奥布省所辖的一个区。总面积1240.1平方公里，总人口28103，人口密度23人/平方公里（2018年）。主要城镇为奥布河畔巴尔。

## 辖区
奥布河畔巴尔区辖有108个市镇。